# Wereldvereniging van Boeddhisten
De Wereldvereniging van Boeddhisten (World Fellowship of Buddhists, WFB) is een internationale organisatie van boeddhisten.
De vereniging is opgericht om de verschillende boeddhistische stromingen nader bij elkaar te brengen en de verspreiding van het boeddhisme wereldwijd te bevorderen. De vereniging heeft een vijfkleurige vlag als symbool, eveneens als de darma-chakra (wiel van de wet/leer). De vereniging brengt het tijdschrift World Buddhism uit.

## Geschiedenis
De vereniging werd opgericht in 1950 door de Sri Lankaanse boeddhist Malalasekera. De hoofdvestiging bevindt zich in Bangkok, Thailand. Geregeld worden er wereldcongressen georganiseerd, waarvan het eerste het oprichtingscongres was in Colombo.
De oprichting vond plaats in aanwezigheid van vertegenwoordigers uit 27 landen uit alle richtingen van het boeddhisme. Alle vertegenwoordigers kwamen toen nog uit Zuidoost-Azië en Sri Lanka (toen nog Ceylon genaamd). Begin 21e eeuw zijn er 35 centra, waaronder inmiddels ook in de Verenigde Staten en Australië.

## Voorzitters
- 1950 - 1958: G.P. Malalasekera
- 1958 - 1961: U. Chan Htoon
- 1963 - 1984: Prinses Poon Pismai Diskul
- 1985 - 1998: Sanya Dharmasakti
- 1999 - heden: Phan Wannamethee